# Миниола (Тексас)
Миниола (енгл. Mineola) град је у америчкој савезној држави Тексас. По попису становништва из 2010. у њему је живело 4.515 становника.

## Демографија
Према попису становништва из 2010. у граду је живело 4.515 становника, што је 35 (0,8%) становника мање него 2000. године.
| Група             | 2000.         | 2010.         |
| Белци             | 3.266 (71,8%) | 3.141 (69,6%) |
| Афроамериканци    | 609 (13,4%)   | 485 (10,7%)   |
| Азијати           | 12 (0,3%)     | 31 (0,7%)     |
| Хиспаноамериканци | 589 (12,9%)   | 789 (17,5%)   |
| Укупно            | 4.550         | 4.515         |